# Flávio Ragagnin
Flávio Ragagnin (Concórdia, 31 de março de 1949) é um comerciante e político brasileiro.
Filho de Antônio Agostinho Ragagnin e de Anair Galina Ragagnin. Casou com Alice Lucia Bortolini 
Em 1978 foi eleito vice-prefeito de Seara, pelo Partido Progressista (PP). Na eleição seguinte foi eleito prefeito, para o mandato de 1983 a 1988. 
Em 2006 foi candidato a deputado estadual à Assembleia Legislativa de Santa Catarina pelo PP, recebendo 16.520 votos. Ficando como 2ª suplente, foi convocado e tomou posse na 16ª Legislatura (2007-2011), em 2008, exerceu o cargo durante sessenta dias e, em 2010, assumiu efetivamente o cargo até o final da Legislatura, pelo falecimento do deputado Lício Mauro da Silveira.
Em 2016 concorreu novamente ao cargo de vice-prefeito de Seara e foi eleito para mandato de 2017 a 2021.